# Tor Gunnar Johnsen
Tor Gunnar Johnsen (Trondheim, 13 ottobre 1971) è un ex calciatore norvegese, di ruolo attaccante.

## Carriera

### Club
Johnsen debuttò nella Tippeligaen con la maglia del Rosenborg: il 13 giugno 1993, infatti, sostituì Øyvind Leonhardsen e segnò una doppietta nel successo per 3-2 sullo HamKam.
Dopo un biennio al Molde, vestì la casacca del Kongsvinger. Esordì in squadra il 28 aprile 1996, subentrando a Sven Erik Sætre nel pareggio per 1-1 contro lo Strømsgodset. Il 24 agosto 1997 segnò la prima rete in campionato con questa squadra, contribuendo al 3-0 sullo Skeid.
Passò successivamente all'Odd Grenland, in 1. divisjon. Il primo match nella nuova formazione fu datato 19 aprile 1998, quando fu schierato titolare nel pareggio a reti inviolate sul campo dello Start. Il 10 maggio arrivarono invece le prime reti, con una doppietta che permise il successo dell'Odd Grenland sullo  Hødd per 3-2.